# Антополь (Гомельская область)
Анто́поль (бел. Антопаль) — деревня в Солтановском сельсовете Речицкого района Гомельской области Белоруссии.

## География

### Расположение
В 18 км на запад от Речицы, в 2-х км от железнодорожной станции Демехи, в 68 км от Гомеля.

### Гидрография
Река Ведрич (приток Днепра).

## Транспортная система
Транспортная связь по просёлочной, а затем по автодороге Калинковичи — Гомель.
В посёлке 22 жилых дома (2004 год). Планировка складывается из прямолинейной, близкой к широтной ориентации, улицы. Застройка — деревянные дома усадебного типа.

## Экология и природа
Около деревни есть залежи железняка.

## История
Основан в XIX веке, как фольварк, владение поручика Буденовского и в 1876 году площадь составляла 647 десятин земли. Входил в состав Ровенскослободской волости Речицкого уезда Минской губернии.
В 1931 году организован колхоз. Во время Великой Отечественной войны на фронтах погибли 6 жителей посёлка. В 1959 году деревня находилась в составе совхоза «Демехи» с центром в деревне Солтаново.
До 31 июля 2007 года в составе Демеховского сельсовета.

## Население

### Численность
2004 год — 22 двора, 29 жителей.

### Динамика
- 1908 год — 18 жителей.
- 1930 год — 23 двора, 114 жителей.
- 1959 год — 140 жителей (согласно переписи).
- 2004 год — 22 двора, 29 жителей.